# Mehrnbach
Mehrnbach – gmina w Austrii, w kraju związkowym Górna Austria, w powiecie Ried im Innkreis. Według Austriackiego Urzędu Statystycznego liczyła 2286 mieszkańców (1 stycznia 2015).